# 桃园河 (不牢河)
桃园河，位于江苏省徐州市铜山区西北部，发源于王月铺水库北侧，东南流至郑集镇南部的冯代庄附近再与徐沛河合流，至蔺家坝枢纽下注京杭大运河不牢河段。全长24.1公里，流域面积115平方公里。